# ماتریدی
ماتُریدیه یا ماتُریدی‌ها از نظر جهان‌بینی و دیدگاه عملی بیش‌ترین نزدیکی را با اشاعره دارند. بنیان‌گذار آن ابو منصور ماتریدی (ابومنصور محمد بن محمد بن محمود ماتریدی انصاری حنفی ملقب به امام الهدی) است. میان او و ابوالقاسم سمرقندی ملقب به حکیم سمرقندی دربارهٔ اختلاف میان اهل سنت و معتزلیان و کرامیان در سمرقند مناظره بوده‌است. این مکتب تا مدت‌ها با عنوان مکتب علمای سمرقند شناخته می‌شد. بعد از ابومنصور ماتریدی بود که افرادی همچون حکیم سمرقندی، ابولیث سمرقندی، ابوالیسر پزودی و نجم‌الدین عمر نسفی آن را به نام ماتریدی گستردند.

## تاریخچه
اَهْلِ سُنَّتْ وَ جَماعَت، اصطلاحی در گروه‌بندی‌های مذهبی مسلمانان که در طی سده‌ها متمادی ناظر به گرایش مذهبی اکثریت مسلمانان بوده‌است. نسبت به اهل سنت و جماعت با رعایت اختصار، به صورت «سنی» شهرت یافته‌است. از نظر اصول اعتقادی، اهل سنت و جماعت، در طیفی میان اشعریه تا سلفیه پراکنده‌اند. این اختلاف نظر بدین جهت است که گروهی از اندیشمندان در برخورد با مباحث اعتقادی به کلام و استدلال متوسل می‌شدند و گروهی دیگر معتقد به پذیرش نصوص و پیروی از شیوهٔ سلف (صحابه و تابعین) و پرهیز از مباحث کلامی بودند. دوران ماتریدی دورهٔ ضعف حکومت مرکزی بغداد است و در همین دوره است که حکمرانیهای محلی یکی پس از دیگری استقلال یافته‌اند، از جلمه حکومت ادب‌پرور سامانیان. در دوران حکومت همین خاندان بر خراسان و فرارود بود که ماتریدی تربیت یافت.
عقاید و آراء ابومنصور ماتریدی تا سدهٔ هشت قمری در سایه‌ای از ابهام قرار داشت، تا اینکه تفتازانی بخشی از اندیشه‌های وی را به‌طور خلاصه در شرح العقاید النسفیة و شرح المقاصد بیان کرد. به نظر برخی از محققان نام فرقهٔ ماتریدیه نیز تا پیش از شرح و بسط تفتازانی بر آرای ابومنصور ماتریدی تحت این عنوان نبود و در دوره‌های نخستین این مکتب، به‌طور عام مکتب علمای سمرقند یا مکتب علمای ماوراءالنهر خوانده می‌شد.

## دیدگاه‌ها
ماتریدیه برای اثبات خدا و بحث توحید عموماً بر براهینی که دیگر متکلمان نیز به آن اشاره دارند مانند برهان حدوث، برهان وجوب و امکان و برهان نظم تکیه دارند. یکی از براهین جالب توجهی که ماتریدی به چالش می‌کشد، برهان شر است. او از این برهان که به‌طور معمول برای انکار خداوند به کار می‌رود برای اثبات وجود صانع بهره می‌جوید: «اگر عالم خود به خود به وجود آمده بود می‌بایست هر چیزی برای خود بهترین و نیکوترین صفات و حالات را پدیدمی‌آورد و در این صورت شرور و زشتی‌ها وجود نمی‌داشت و وجود اینها دلیل بر این است که جهان خود به خود به وجود نیامده بلکه به واسطه غیر از خود پدید آمده‌است».
ماتریدیه به جبری معتدل باور دارند که حد وسط نظر اشعری و دیدگاه معتزلی است. از دیدگاه ماتریدیه انسان نوعی فاعلیت دارد و فعل ارادی‌اش با قدرت و اختیار صورت می‌گیرد. ماتریدیه، برخلاف اشاعره، براین رای اند، که فعل و مفعول متفاوت است، فعل انسان غیر از فعل خدا است و برخلاف فعل خدا، ایجاد و احداث نیست. به‌طور مثال معتقد اند: نشستن و برخاستن فعل انسان است، اما ایجاد آن فعل خدا است، به این معنی که ذات نشستن و برخاستن، آفریدهٔ خدا، اما عمل نشستن و برخاستن کردار انسان است؛ کرداری که انسان آن را کسب می‌کند. ماتریدیه معتقدند اگر انسان قصد انجام دادن فعل نیک و بد نکند، خدا هم قدرت انجام گرفتن فعل در او نمی‌آفریند. ملاک و معیار ثواب و عقاب، در نظر ماتریدیه، نه خود فعل، که قصد و نیت عمل از سوی انسان است؛ قصد کردار نیک و خیر، ثواب به بار می‌آورد و قصد فعل بد و نیت گناه، عقاب در پی دارد زیرا: «اِنّما الاعمالُ بالنیّات».
ماتریدیه برخلاف اشاعره معتقدند خداوند کسی را که به چیزی قدرت و طاقت ندارد مکلف نمی‌کند و درخواست تکلیف مالایطاق با عدالت و حکمت خداوند سازگار نیست.
متکلمان اسلامی اتفاق دارند که خدا دارای اوصافی مانند علم و قدرت و حیات است. معتزله و امامیه عقیده دارند که صفات ذاتی رب‌العالمین، عین ذات اوست و خدا از نظر کمال و جمال در جایگاهی است که ذات او سراسر علم و قدرت است. اشاعره این صفات را زاید بر ذات دانسته و معتقدند صفات ذات قدیم، و صفات فعل حادث هستند، در حالی که «ماتریدیه» مسئله عینیت ذات و صفات را قبول دارند و در مسئلهٔ صفات خداوند هم صفات ذات و هم صفات فعل را قدیم می‌دانند و در این موضوع با امامیه و معتزله همسو هستند. در امکان عقلی کیفر دادن بندگان مطیع و صالح از سوی خداوند، اشعریون امکان عقلی را می‌پذیرند که خدا قادر به هر فعلی می‌باشد ولی در عین حال معتقدند کبه دلیل اخباری که در این باره وجود دارد، شرعاً این کار امکان‌پذیر نیست (و خداوند بندگاه صالح را بی‌جهت در آن دنیا عذاب نخواهد کرد). ماتریدیه معتقد به حسن و قبح عقلی‌اند، بدین معنی که حکم عقل را در مسئله استحقاق مدح و ثواب یا استحقاق نکوهش و عقاب می‌پذیرند و معتقدند از طریق حکم عقل، می‌توان حکم الهی را نیز کشف کرد. بدین معنی که ایجابی از ناحیه عقل در کار نیست و خرد در اصل کاشف یک حقیقت واقع است. بر این اساس و بر حکم عقل، خدا عادل است و محال است جائر و ستمکار باشد، همچنانکه جایز نیست مطیع را معذب سازد و به این ترتیب کیفر دادن بندگان مطیع از سوی خداوند ناممکن است، چه از لحاظ شرع چه از لحاظ عقل.